# 사카노우에노 고레노리

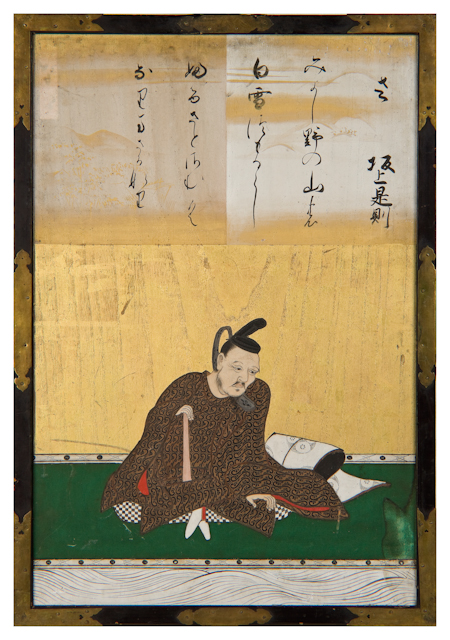
사카노우에노 고레노리（『三十六歌仙額』）

사카노우에노 고레노리(일본어: 坂上是則)는 일본 백인일수중 한명이자 36가선중 한명이다. 헤이안(平安) 전기부터 중기까지의 관인(官人), 가인(歌人)이었다. 아버지는 우마두(右馬頭)였던 사카노우에노 고카게(坂上好蔭)이다.
엔기(延喜)8년 (908년) 야마토(大和)의 권소연(権少掾)이 된다. 더불어 소감물(少監物), 중감물(中監物), 소내기(少内記)등을 지낸다. 엔기 21년 (921년)에 대내기(大内記), 엔초(延長)2년 (924년)에 종5위하(従五位下)에 오른다.
또한 축국(蹴鞠)에 상당한 소질이 있었다고 한다. 엔기 5년 (905년)에 다이고 천황(醍醐天皇)의 주최로 열린 축국 경기에서 월등한 실력을 뽐내어 천황이 이를 높게 평가하고 비단을 내려 치하하였다 고 한다.
고금와카집(古今和歌集)에 7수(首)를 포함한 여타 다른 칙찬와카집(勅撰和歌集)에 총 39수가 정리 되어 있다.